# Zhang Yali
Zhang Yali (chinesisch 张亚黎 Zhāng Yàlí, * 24. Februar 1964) ist eine ehemalige chinesische Ruderin.

## Biografie
Zhang Yali gehörte bei den Olympischen Sommerspielen 1988 in Seoul zur chinesischen Crew, die in der Regatta mit dem Achter die Bronzemedaille gewann. Im chinesischen Achter ruderten außerdem Zhou Xiuhua, Han Yaqin, He Yanwen, Zhang Xianghua, Zhou Shouying, Yang Xiao, Hu Yadong und Li Ronghua.